# Борго дел Кристо (Тревизо)
Борго дел Кристо је насеље у Италији у округу Тревизо, региону Венето.
Према процени из 2011. у насељу је живело 44 становника. Насеље се налази на надморској висини од 144 м.